# Inhambanella henriquesii
Inhambanella henriquesii là một loài thực vật có hoa trong họ Hồng xiêm.

## Lịch sử phân loại
Năm 1903, Adolf Engler và Otto Warburg đặt ra danh pháp Mimusops henriquesiana tại trang 516 trong Bulletin de la Société Belge d'Études Coloniales số X, nhưng không kèm theo mô tả khoa học. Năm 1904, Adolf Engler thiết lập tổ Inhambanella, đặt nó trong tổ này đồng thời cung cấp mô tả khoa học đầu tiên cho nó nhưng viết danh pháp thành Mimusops henriquezii. Tuy nhiên, tại hình minh họa thì tác giả lại chỉnh sửa thành Mimusops henriquesii.
Năm 1915, Marcel Marie Maurice Dubard thiết lập chi Inhambanella và chuyển nó sang chi này, với danh pháp Inhambanella henriquezii. Tuy nhiên, hiện nay IPNI, Plants of the World Online (POWO) và World Checklist of Selected Plant Families (WCSP) công nhận danh pháp Inhambanella henriquesii.

## Phân bố
Loài này được tìm thấy tại Kenya, KwaZulu-Natal, Malawi, Mozambique, Tanzania, Zimbabwe. Môi trường sống là trong các thung lũng sông, ở cao độ 10 đến 300 m.

## Mô tả
Cây gỗ nhỡ nhiều nhựa mủ, cao tới 25 m, vỏ cây màu xám. Các chồi non với lông tơ màu ánh xám hoặc nâu; các chồi khác, cuống lá và lá nhẵn nhụi. Cuống lá tương đối dài, tới 4 cm. Phiến lá hình trứng ngược, hình elip-trứng ngược tới elip, thường dài 7-15(-18) cm, rộng 3,5-8,5 cm, như da cứng, đỉnh tù tới có khía răng cưa, hình nêm, mép uốn ngược, gợn sóng và thường có hình dạng không đều; mặt dưới với 3-12 gân bên chính ở mỗi bên của gân giữa nổi cao rõ nét. Cuống hoa và đài hoa với lông tơ màu ánh xám hoặc ánh nâu; cuống hoa dài tới 1,2 cm. Lá đài hình trứng rộng-hình tam giác, dài tới 5 mm, rộng tới 4 mm. Ống tràng hình chuông, dài tới 3 mm; các thùy tràng chẻ 3; thùy giữa hình trứng nhiều hay ít, dài tới 5 mm; các thùy tràng bên nhỏ và hẹp hơn. Nhị hoa gắn vào tại họng tràng; chỉ nhị dẹp, dài tới 3 mm; các nhị lép dạng cánh hoa, hình trứng rộng, dài tới 3 mm. Bầu nhụy dài tới 2 mm; vòi nhụy dài tới 1 mm. Quả màu đỏ khi chín, đường kính tới 3 cm. Hạt dài tới 2,5 cm.